# Facundo (Argentine)
Pour les articles homonymes, voir Facundo (homonymie).
Facundo est une localité rurale argentine située dans le département de Río Senguer, dans la province de Chubut.

## Démographie
La localité compte 185 habitants (Indec, 2010), soit une augmentation de 22 % par rapport au précédent recensement de 2001 qui comptait 151 habitants.